# 27 април
27 април е 117-ият ден в годината според григорианския календар (118-и през високосна). Остават 248 дни до края на годината.

## Събития
- 1124 г. – Дейвид I става крал на Шотландия.
- 1296 г. – Битката при Дънбар: Шотландците са разгромени от английския крал Едуард I.
- 1521 г. – Изследователят Фернандо Магелан е убит в битка на Филипините.
- 1570 г. – Папа Пий V отлъчва английската кралица Елизабет I от църквата.
- 1644 г. – В Канада започва да се засява пшеница.
- 1667 г. – Джон Милтън продава авторските права на Изгубеният рай за 10 английски паунда.
- 1810 г. – Лудвиг ван Бетовен завършва прочутото си произведение за пиано На Елиза.
- 1840 г. – Започва се изграждането на Уестминстърски дворец, Лондон.
- 1865 г. – Параходът Султана експлодира и потъва в река Мисисипи с 2300 души на борда, от които загиват 1700.
- 1881 г. – Александър Батенберг разпуска второто ОНС, уволнява правителството на Петко Каравелов и назначава нов служебен кабинет начело с руския генерал Казимир Ернрот.
- 1908 г. – В Лондон са открити Четвъртите Олимпийски игри.
- 1909 г. – Антиправителствени турски войски влизат в Цариград, свалят от власт султан Абдул Хамид II и султан става брат му Мехмед V.
- 1940 г. – Втората световна война: Хайнрих Химлер издава заповед за строителството на Аушвиц – първият концлагер, предназначен за масово унищожение.
- 1941 г. – Втората световна война: Гърция капитулира пред Нацистка Германия.
- 1945 г. – Втората световна война: Съюзниците отхвърлят предложението на Хитлер за мир и искат безусловна капитулация на Германия.
- 1945 г. – Втората световна война: Финландия е освободена изцяло от германско военно присъствие.
- 1947 г. – Тур Хейердал започва пътешествие с тръстиковата си лодка Кон-Тики, с която изминава повече от 5000 морски мили.
- 1950 г. – Англия признава държавата Израел.
- 1956 г. – Боксьорът Роки Марчиано се оттегля като непобеден световен шампион в тежка категория.
- 1959 г. – Последният канадски мисионер напуска Китайската народна република.
- 1960 г. – Того получава независимостта си от Франция.
- 1961 г. – Сиера Леоне получава независимостта си от Обединеното кралство.

- 1963 г. – Открита е първата в България електрифицирана жп линия София – Пловдив.
- 1981 г. – Xerox PARC представят компютърната мишка.
- 1992 г. – Създадена е нова държавна формация – Съюзна република Югославия, с участието на Сърбия и Черна гора.
- 1994 г. – Провеждат се първите демократични общи избори в ЮАР, в които са дадени избирателни права на чернокожото население.
- 2005 г. – Най-големият пътнически самолет в света, Еърбъс А380, прави своя първи изпитателен полет от Тулуза, Франция.
- 2006 г. – В Ню Йорк започва строителството на нов Световен търговски център – Freedom Tower.

## Родени
- 1623 г. – Йохан Райнкен, германски композитор († 1722 г.)
- 1737 г. – Едуард Гибън, английски историк († 1794 г.)
- 1748 г. – Адамандиос Кораис, гръцки философ († 1833 г.)
- 1759 г. – Мери Уолстънкрафт, английска писателка, философка и феминистка († 1797 г.)
- 1779 г. – Константин Павлович, велик княз на Русия († 1831 г.)
- 1791 г. – Самюъл Морз, американски художник и автор на морзовата азбука († 1872 г.)
- 1806 г. – Мария-Кристина Бурбонска, кралица на Испания († 1878 г.)
- 1820 г. – Хърбърт Спенсър, британски философ († 1903 г.)
- 1822 г. – Юлисис Грант, 18-ият президент на САЩ († 1885 г.)
- 1848 г. – Ото I, крал на Бавария († 1916 г.)
- 1866 г. – Пенчо Славейков, български поет († 1912 г.)
- 1868 г. – Антон Шипков, български военен и революционер († 1913 г.)
- 1868 г. – Петър Нойков, български педагог († 1921 г.)
- 1878 г. – Садридин Айни, таджикски писател, учен и общественик († 1954 г.)
- 1882 г. – Боян Пенев, български филолог († 1927 г.)
- 1883 г. – Димитър Грънчаров, деец на БЗНС († 1925 г.)
- 1891 г. – Сергей Прокофиев, руски композитор († 1953 г.)
- 1899 г. – Бенчо Обрешков, български художник († 1970 г.)
- 1911 г. – Христо Ников, деец на БКП († 1941 г.)
- 1914 г. – Албер Собул, френски историк († 1982 г.)
- 1920 г. – Самуил Джундрин, Никополски епископ († 1998 г.)
- 1923 г. – Петър Ступел, български композитор († 1997 г.)
- 1927 г. – Тодор Панайотов, български художник († 1989 г.)
- 1927 г. – Христо Писков, български режисьор († 2009 г.)
- 1930 г. – Пиер Рей, френски писател и журналист († 2006 г.)
- 1930 г. – Юлий Стоянов, български кинорежисьор († 2011 г.)
- 1932 г. – Анук Еме, френска киноактриса († 2024 г.)
- 1935 г. – Любомир Левчев, български поет († 2019 г.)
- 1936 г. – Абдул Кадир Хан, пакистански ядрен физик и металург († 2021 г.)
- 1938 г. – Георги Кехайов, български цирков артист († 2010 г.)
- 1941 г. – Фетхуллах Гюлен, турски ислямовед († 2024 г.)
- 1947 г. – Цветан Веселинов-Меци, български футболист († 2018 г.)
- 1948 г. – Йозеф Хикерсбергер, австрийски футболист и треньор
- 1952 г. – Ари Ватанен, финландски спортист и политик
- 1952 г. – Ваня Цветкова, български политик
- 1952 г. – Горан Стефановски, писател от Република Македония († 2018 г.)
- 1953 г. – Емил Измирлиев, български писател-сатирик и журналист
- 1954 г. – Александър Томов, български политик
- 1959 г. – Шийна Ийстън, ирландска актриса и поп-певица
- 1963 г. – Гила Лустигер, немска писателка
- 1967 г. – Вилем-Александър Нидерландски, крал на Нидерландия
- 1975 г. – Мандала Тайде, немска актриса
- 1979 г. – Владимир Карамазов, български артист
- 1986 г. – Елена Ристеска, певица от Република Македония
- 1986 г. – Катрин Уеб, английска писателка
- 1991 г. – Лара Гут, швейцарска състезателка по ски

## Починали
- 1272 г. – Зита, италианска светица (* 1212 г.)
- 1353 г. – Симеон Горди, велик княз на Московското княжество и Владимиро-Суздалското княжество (* 1316 г.)
- 1521 г. – Фернандо Магелан, португалски мореплавател (убит от филипински туземци) (* 1480 г.)
- 1605 г. – Лъв XI, римски папа (* 1535 г.)
- 1702 г. – Жан Барт, френски адмирал (* 1651 г.)
- 1882 г. – Ралф Уолдо Емерсън, американски мислител и писател (* 1803 г.)
- 1891 г. – Йоахим Опенхайм, еврейски равин (* 1832 г.)
- 1893 г. – Александър Дондуков-Корсаков, руски генерал и държавник (* 1820 г.)
- 1904 г. – Андрей Рябушкин, руски художник, исторически живописец (* 1861 г.)
- 1905 г. – Никола Карев, български революционер (* 1877 г.)
- 1915 г. – Александър Скрябин, руски композитор († 1872 г.)
- 1925 г. – Петко Енев, деец на БКП (* 1889 г.)
- 1925 г. – Темелко Ненков, деец на БКП (* 1887 г.)
- 1925 г. – Сергей Румянцев, български поет (* 1896 г.)
- 1935 г. – Константин Томов, български политик (* 1888 г.)
- 1937 г. – Антонио Грамши, италиански философ и комунистически политик (* 1891 г.)
- 1959 г. – Пеньо Пенев, български поет (* 1930 г.)
- 1968 г. – Василий Ажаев, руски писател (* 1915 г.)
- 1969 г. – Никола Димитров, български цирков артист (* ? г.)
- 1970 г. – Крум Колев, български военен деец (* 1890 г.)
- 1970 г. – Никола Недев, български офицер и политик (* 1886 г.)
- 1972 г. – Кваме Нкрума, панафриканист и ганайски политик (* 1909 г.)
- 1976 г. – Георги Исерсон, съветски учен (* 1898 г.)
- 1983 г. – Димо Тодоровски, скулптор от СР Македония (* 1910 г.)
- 1990 г. – Владимир Стойчев, български генерал, военен и спортен деятел (* 1892 г.)
- 1998 г. – Ан Декло, френска журналистка, преводачка и писателка (* 1907 г.)
- 1998 г. – Карлос Кастанеда, американски философ и писател (* 1925 г.)
- 2002 г. – Рут Хендлър, американска дизайнерка на детски играчки (* 1916 г.)
- 2007 г. – Кирил Лавров, руски актьор (* 1925 г.)
- 2007 г. – Мстислав Ростропович, руски челист (* 1927 г.)
- 2010 г. – Носрат Песешкиян, ирански невролог (* 1933 г.)
- 2015 г. – Александър Рич, американски биолог, биофизик и академик (* 1924 г.)
- 2022 г. – Рада Панчовска, българска поетеса и преводачка (* 1949 г.)

## Празници
- Световен ден на дизайна
- Световен ден на тапира
- Австрия – Ден на Втората република
- Италия – Празник на град Авецано
- Русия – Ден на нотариусите
- САЩ – Ден на залесяването
- Сиера Леоне – Ден на републиката (1961 г., национален празник)
- Словения – Ден на въстанието против окупацията (отбелязва се създаването на фронта за освобождение на Словения през 1941 г.)
- Того – Ден на независимостта (от Франция, 1960 г., национален празник)
- Финландия – Ден на ветераните (отбелязва се освобождаването на Финландия от германска окупация през 1945 г.)
- ЮАР – Ден на свободата (отбелязва се първото участие на чернокожото население в избори (1994 г.) след политиката на апартейд, национален празник)
- Якутия – Ден на републиката